# Peyman Kia
Peyman Kia, född 11 september 1980 i Iran, är en svensk tidigare statstjänsteman, känd för sitt spionage för Ryssland. Han dömdes den 19 januari 2023 i första instans till livstids fängelse för grovt spioneri. Den 25 maj samma år fastställde Svea hovrätt livstidsstraffet. Även hans yngre bror Payam Kia dömdes för grovt spioneri.

## Biografi
Peyman Kia kom från Iran till Sverige som barn och växte upp i Uppsala. Han blev svensk medborgare på 1990-talet. Han studerade vid Uppsala universitet, där han avlade juris och filosofie kandidatexamina.
Kia arbetade 2007–2011 på Säkerhetspolisen, och därefter mellan den 1 mars 2011 och den 30 september 2014 på den militära underrättelsetjänsten MUST, bland annat inom kontoret för särskild inhämtning. Han arbetade därefter åter inom Säkerhetspolisen 2014–2015. 
Kia anställdes 2015 av Livsmedelsverket som ansvarig för säkerhetsskydd, och från 2019 som chef för generaldirektörens stab. Han satt också i myndighetens ledningsgrupp.
Han häktades den 23 september 2021 för "grov obehörig befattning med hemlig uppgift". Han åtalades i november 2022 för grovt spioneri som ska ha skett på uppdrag av Rysslands underrättelsetjänst GRU mellan september 2011 och september 2021 då han greps. Hans yngre bror Payam Kia (född 1987) häktades den 15 november 2021 och åtalades också för grovt spioneri.
Rättegång skedde bakom stängda dörrar i Stockholms tingsrätt i november–december 2022. Fällande dom i första instans meddelades den 19 januari 2023, varvid Peyman Kia dömdes skyldig för grovt spioneri till livstids fängelse och Payam Kia, som var den som skötte kontakterna med den ryska militära underrättelsetjänsten GRU, för grovt spioneri till fängelse i nio år och tio månader.
Sedan domen mot Peyman Kia vunnit laga kraft beslutade Skatteverket att Peyman Kia skulle skönstaxeras i 2017 års deklaration för sina inkomster från GRU.